# Карл Александер фон Вюртемберг
Карл I Александер (на немски: Karl Alexander, Carl Alexander; * 24 януари 1684, Щутгарт; † 12 март 1737, Лудвигсбург) от Дом Вюртемберг (линия Винентал), е 1733 от до 1737 г. 11. херцог на Вюртемберг, императорски и имперски генерал-фелдмаршал.

## Живот
Той е най-възрастният син на херцог Фридрих Карл фон Вюртемберг-Винентал (1652 – 1698) и на Елеонора Юлиана фон Бранденбург-Ансбах (1663 – 1724), дъщеря на маркграф Албрехт II фон Бранденбург-Ансбах. Фридрих Карл е от 1677 до 1693 г. опекун на племенника му херцог Еберхард Лудвиг фон Вюртемберг и така регент на Вюртемберг.
Карл Александер има военни успехи на страната на принц Евгений Савойски в Испанската наследствена война и в походите против турците през 1717/1718 г. От 1719 г. той е генерал-губернатор на Белград и на тогавашна Сърбия.
Карл Александер се жени на 1 май 1727 г. за Мария Августа фон Турн и Таксис (1706 – 1756), дъщеря на княз Анселм Франц фон Турн и Таксис.
След смъртта на Еберхард Лудвиг през 1733 г. вюртембергският трон отива на братовчед му Карл Александер. Той мести резиденцията от Лудвигсбург отново в Щутгарт. Като херцог той участва в Полската война за трона и става през януари 1734 г. имперски генерал-фелдмаршал на Швабския имперски окръг и през май императорски генерал-фелдмаршал. Негов финансов съветник е Йозеф Зюс Опенхаймер.
Карл Александер умира внезапно на 12 март 1737 г. от белодробна емболия. Негов наследник става 16-годишният му син Карл Евгений, който преждевременно е обявен за пълнолетен.
- Херцог Карл Александер на кон
- Мария Августа фон Турн и Таксис

## Деца
Карл Александер и Мария Августа имат децата:
- Карл Евгений (1728 – 1793), херцог на Вюртемберг (1737 – 1793)
- Евгений Лудвиг (*/† 1729)
- Лудвиг Евгений (1731 – 1795), херцог на Вюртемберг (1793 – 1795)
- Фридрих Евгений II (1732 – 1797), херцог на Вюртемберг (1795 – 1797)
- Александер (1733 – 1734)
- Августа Елизабет (1734 – 1787), ∞ Карл Анселм фон Турн и Таксис (1733 – 1805)